# Teucholabis (Paratropesa) placabilis
Teucholabis (Paratropesa) placabilis is een tweevleugelige uit de familie steltmuggen (Limoniidae). De soort komt voor in het Neotropisch gebied.